# 조선석유주식회사
조선석유주식회사(일본어: 朝鮮石油株式会社 쵸우센세키유카부시키카이샤[*])는 일제강점기 조선에 존재했던 석유회사이다. 본사의 소재지는 경성부로, 정유공장의 소재지는 원산시였다.

## 설립
1934년 7월 1일 일본에서는 석유의 민간보유와 석유업의 진흥등을 목적으로 한 석유업법이 시행되었다. 일본통치하의 조선에서도 같은 내용의 법이 시행되어 새로운 회사들이 설립되기 시작했다. 1935년 6월 25일에는 조선질소비료사장 야마구치 준(野口遵)과 일본석유회사 사장 하시모토 케이자부로(橋本圭三郎)가 경성부에 조선석유주식회사를 자본금 1,000만엔으로 설립하였다.
주식 20만주 중 17만주는 발기인(조선질소비료 3만 3천주·일본석유 3만주) 및 찬성인(동양척식회사 2만주·미쓰이물산 1만주·스미토모 본사, 아사노물산, 일본광업 외 합계 15,000주)으로 맡았다.나머지 3만주는 공모가 되었지만 응모는 60배 이상이 되었다. 석유업법과 맞물려 국책기업에 가깝기 때문에 조선 내에서는 여러모로 우대를 받게 된다.

## 정유소 및 판매·정제설비
정유공장은 함경남도 원산부 포하동(현 강원도 원산시 장촌동)에 건설돼 1936년 11월(쇼와 9년) 완공됐다. 1938년 연산 30만톤(하루 약 6천 배럴) 규모의 원산정유공장이 완공된 이후, 미국에서 전용 유조선으로 원유를 운송하여 정제했다. 수입한 외국 원유를 이용해 휘발유, 등유, 경유, 중유, 파라핀 등을 제조했다.
일제강점기하의 조선의 석유시장은 다이쇼 말기까지 중국, 만주 등과 마찬가지로 외국기업 3개사(스탠다드, 쉘, 텍사코)에서 독점되고 있었지만 쇼와 초기부터 일본석유가 시장 개척을 비롯해 판매점 및 특약점을 두어 외국기업에 대항하고 있었다. 일본석유는 조선석유 설립 후, 이들 판매기반을 조선석유에 무상 양도, 조선 유일의 정유공장에서 제조된 상품은 석유업법의 보호를 받아 외국기업 제품으로 대체되어 조선 전역에 보급되었다.
정제설비로는 일본석유의 NNC식 분해 증류장치 등이 채용됐다. 또 고급 윤활제 제조에 필요한 용제 정제의 일종으로 플루프랄 추출법이 있는데, 일본석유 시모마쓰 정유소에 같은 설비가 설치되는 것보다 약간 빨리 플루프랄 추출 장치가 준공되어 일본 본토보다 먼저 가동, 일본에서 첫 번째 사례가 된다. 플루프랄 추출법은 현재 국내에서도 주류 용제 추출법이다. 그 외에도 용제 정제인 바리졸 탈랍이나 백토 콘택트 릴란 등도 설치되는 등 내지의 대형 정유소와 손색이 없는 수준의 설비가 갖추어져 있었다.

## 2차 세계대전 시기
2차 세계대전이 발발하자 일본은 재빨리 인도네시아 수마트라섬의 팔렘방 유전 등을 점령하고 남방 석유자원을 확보했지만, 모든 선박이 해군용으로 징발되어 원유를 실어오는데 필요한 선박 부족문제에 봉착하였다. 1944년(쇼와 19년) 10월 28일 외지인 대만, 조선에도 군수회사법이 시행, 12월 8일 제1차 지정을 받는다. 그리고 울산군에 연산 20만톤 규모의 제2의 정유공장을 착공했다. 더구나 전쟁이 진행됨에 따라 미군 전폭기의 폭격이 잦아져서 석유수송이 더욱 어려워지자, 원산정유공장은 결국 가동을 중단하기에 이르렀다.

## 해방이후
1945년 8월 15일 광복을 맞이한지, 얼마 안 지나 38선으로 남북분단이 되었다. 원산정유공장은 소련군정하에 놓여졌으며, 소련 기술진들의 지원하에 가동되었다가 1950년 6·25전쟁이 발발하자, 북한군 유류공급의 핵심기지로 부상했다. 그러나 미 해군 제77기동부대 밸리포지 항모 함재기들이 미 제1기병사단의 포항상륙작전 지원 계획이 변경되어 7월 18일부터 19일까지 북한군의 석유공급를 차단하기 위해 원산 정유공장에 대한 대규모 폭격작전을 실행했다. 그 결과, 연간 170만 배럴을 생산하는 정유공장이 소실됨으로써 북한의 군사지원 기반에 큰 타격을 입혔다.